# Llorenç de Mèdici (1599-1648)
Llorenç de Mèdici o Llorenç de Ferran I de Mèdici (Florència, Gran Ducat de Toscana, 1 d'agost del 1599 - ibídem 15 de novembre del 1648) fou un membre de la família Mèdici.

## Orígens familiars
Va néixer l'1 d'agost de 1599 a la ciutat de Florència com setè fill del Gran Duc Ferran I de Mèdici i Cristina de Lorena. Fou net per línia paterna de Cosme I de Mèdici i Elionor de Toledo, i per línia materna de Carles III de Lorena i Clàudia de Valois.
Fou germà, entre d'altres, de Cosme II de Mèdici, Elionor de Mèdici, Caterina de Mèdici, casada amb Ferran I de Màntua, Francesc de Mèdici, Carles de Mèdici, i Clàudia de Mèdici, casada successivament amb Frederic Ubald della Rovere i Leopold V d'Àustria.

## Vida
Apassionat dels animals i de la caça fou un gran mecenes, protegint a la seva residència del Casino del Parione a Stefano della Bella i Volterrano. El 1617 va acompanyar a la seva germana Caterina de Mèdici, que s'havia casat amb Ferran I de Màntua, a Màntua, i posteriorment va visitar Venècia, Gènova, Santuari del Loreto i Pesaro.
El 1623 es va desplaçar a Urbino en ajuda de la seva germana Clàudia, que s'havia quedat vídua del duc Frederic Ubald della Rovere, per a convèncer el seu sogre Francesc Maria II della Rovere, que s'havia quedat sense hereus, de cedir el Ducat d'Urbino als Mèdici. Fallida aquesta temptativa, el 1626 va acompanyar a Clàudia en el seu segon viatge nupcial, aquesta vegada direcció a Innsbruck, per a casar-se amb el comte del Tirol Leopold V d'Àustria, visitant posteriorment Múnic, Nuremberg, Ratisbona i Nancy.
Morí solter el 15 de novembre de 1648 a la seva ciutat natal.